# 寶可夢世界
寶可夢世界指的是《寶可夢》遊戲以及衍生作品的舞台，是一個包括數個地區的虛構世界。

## 設計
《寶可夢》系列的世界是由原案田尻智所設計。在這個世界中，主角透過蒐集寶可夢並組成一個強大的隊伍、與其它訓練家對戰，最終成為最強的訓練家「寶可夢大師」。

## 概覽
在寶可夢世界中，有著與現實類似的多樣氣候和地理環境，以及許多被稱為寶可夢的生物。人類與他們一同生存，做為訓練家的人會收服它們並讓它們對戰。

## 地區
寶可夢世界分為數個地區，除了《金／銀》、《水晶》、《心金／魂銀》以外，每款遊戲會將故事聚焦在一個地區，玩家不能前往其它地區。每個地區內都有數個城市和村鎮，此外也有各種天然地形。玩家必須在地區內探索、挑戰道館、對抗反派組織。
此外、在電視動畫中有一些遊戲裡沒有的場景，不過它們仍屬於同樣的虛構世界。

### 關都地區
《紅／綠／藍》、《皮卡丘》、《火紅／葉綠》和《Let's Go！皮卡丘／Let's Go！伊布》的舞台，以日本關東地方為原型
。西邊與城都地區相連。

### 城都地區
《寶可夢 金／銀》、《水晶》和《心金／魂銀》的舞台之一，以日本近畿地方為原型，有許多以該地區為原型的建築物。地圖東邊與關都地區接壤。

### 豐緣地區
《紅寶石／藍寶石》、《綠寶石》及《歐米加紅寶石／阿爾法藍寶石》的舞台，以日本九州為原型。場景屬於熱帶、有大部份都是海洋，有較多的海島。
另外中文的舊譯名為「芳緣地區」。
到達此地區通常從關都坐船。

### 神奧地區／洗翠地區
《鑽石／珍珠》和《白金》的舞台，以北海道為原型。部分場景籠罩在白雪之中，某些地區有暴風雪，到達此地區通常從關都坐船。
《寶可夢傳說 阿爾宙斯》中则展现为其前身“洗翠地区”。

### 合眾地區
《黑／白》和《黑2／白2》的舞台，以美國紐約市和曼哈頓為原型，是第一個以日本以外的地區為原型的主系列地區。
根據增田順一表示，因為紐約是由各種各樣的人和文化匯聚而成的多元社會，就如同各種不同的寶可夢所位處的合眾地區。反派組織等離子隊的外表以聖殿騎士團為原型。

### 卡洛斯地區
《X／Y》的舞台，以法國為原型。地圖有一個主要的五邊形大陸，中央有著類似艾菲爾鐵塔的高塔，以及法國時尚元素和法國風格的音樂，另外有其他歐洲風格的建築或景觀。《寶可夢傳說 Z-A》同樣以此處為劇情舞台。

### 阿羅拉地區
《太陽／月亮》及《究極之日／究極之月》的舞台，以夏威夷為原型。該地區有四個大型島嶼，每個島各有一個寶可夢做為守護神。
製作人增田順一表示，《太陽／月亮》是自《紅／綠》發售算起的20週年紀念作品，想要找到一個能展現寶可夢活力與能量的舞台，因此選在給人此種印象的夏威夷。在台灣的訪問中，被問到是否會以有類似環境的台灣為舞台，增田回答不會先選定國家後再開發遊戲。

### 伽勒爾地區
《劍／盾》的舞台，以英國大不列顛島為原型。

### 帕底亚地区
《朱／紫》的舞台，以西班牙与葡萄牙的伊比利半島為原型。該地區有著名為第零區的生態大坑洞及帕底亞地區引以為傲的十處景觀 - 帕底亞十景。

### 北上鄉
《朱／紫》DLC1《碧之假面》的舞台。此處位於距離帕底亞地區相當遙遠的東方地區。該處有著與帕底亞十景相似的六處知名景觀 - 北上六選。

### 藍莓學園
《朱／紫》DLC2《藍之圓盤》的舞台，為橘子 / 葡萄學園的姊妹校，是座位在合眾地區海上的人工島嶼。該校區內設有名為生態巨蛋的大型設施。

## 歷史
根據遊戲中的神話故事，整個宇宙、包括寶可夢世界，是由名為阿爾宙斯的寶可夢創造的。阿爾宙斯創造了掌管時間的帝牙盧卡，掌管空間的帕路奇亞和象徵反物質的騎拉帝納。

## 註解
1. ↑  . Time. November 22, 1999  [May 22, 2010]. （原始内容存档于March 14, 2005）., TimeAsia (Waybacked).
2. ↑  任天堂「社長が訊く『ポケットモンスターブラック・ホワイト』」2.一新されたポケモンの世界 （页面存档备份，存于）
3. ↑  包含東京
4. ↑  從靜岡到兵庫
5. ↑  包含從日本最西的沖繩縣至九州島嶼。
6. ↑  不包含函館
7. ↑  .   [2016-12-24]. （原始内容存档于2018-06-23）.
8. ↑  《精靈寶可夢 太陽 / 月亮》製作人增田順一獨家專訪 以中文化作為邁向未來的里程碑 （页面存档备份，存于），巴哈姆特電玩資訊站。
9. ↑  地理位置與九州、琉球群島相近亦不適合

## 外部連結
- 神奇寶貝百科 地點列表 （页面存档备份，存于） （中文）